# Абрахамидес, Изак
Изак Абрахамидес (псевдонимы: Грохоциус (словац. Hrochotius), Грохотский (Hrochotský), из Грохоти (z Hrochoti), Абрахамфи (Abrahamffy), 1557, Грохоть — 30 августа 1621 года, Бойнице) — словацкий религиозный писатель, ведущий представитель Словацкой Реформации, с 1610 года лютеранский суперинтендент, педагог и основатель словацкой протестантской школы.

## Биография
Родился в семье свободного землевладельца и капитана Зволенского замка — Абрахама из Грохоти и его жены Анны, урождённой Чургайовой. Образование получил в Зволене, Банской Штьявнице, Банской Бистрице, Бардейове и Мошовцах.
В Праге стал магистром свободных искусств, в 1582 году обучался в Лейпциге. В 1595 году в Виттенберге был рукоположён в сан священника.
Работал педагогом в Вене, ректором евангелической школы в Зволене, городским нотариусом в Кремнице, преподавал в словацких школах.
Служил лютеранским пастором в Зволене (1595—1607), затем в Бойнице (1607—1621).
В 1610 году стал одним из первых трёх словацких суперинтендентов (был избран на Жилинском синоде суперинтендентом Tековской, Нитрянской и Братиславской жуп). Умер в городе Бойнице, где самоотверженно защищал интересы Реформации и словацкого национализма в то время, когда он только начинал зарождаться.

## Творчество
Его литературная деятельность была полностью связана с евангельской церковью. За рубежом прославился как автор исторических и философских трудов, написанных на латинском языке в начале XVII века, в которых он подписывался в основном как Грохоциус. Также писал похоронные проповеди (например, для палатина Юрая (Дьёрдя) VII Турзо), занимался переводами.

## Произведения
- 1612 — Катехизис Мартина Лютера, словацкий перевод Катехизиса М.Лютера (г. Левоча) / Katechysmus D. M. Luthera, slovenský preklad Lutherovho Katechizmu (Levoča)[2]
- 1617 — Похоронная проповедь / Oratio exequialis….D. Georgio Thruzoni (Levoča), похоронная проповедь по палатину Дьёрдю Турзо[2]